# Zane Maloney
Zane Maloney (2003. október 7–) barbadosi autóversenyző, 2019-ben megnyerte a brit Formula–4-bajnokságot.

## Magánélete
Nagybátyja, Mark, a barbadosi Bushy Park Circuit tulajdonosa.

## Pályafutása

### A kezdetek
Maloney 2003-ban született Bridgetownban és Észak-Amerikában kezdett el gokartozni, 12 évesen. Miután több bajnokságot is megnyert hazájában és az USA-ban, így hamarosan Európába költözött, hogy a Ricky Flynn Motorsport színeiben folytassa. 2018-ban a Gokart Európa-bajnokságon 4., a világbajnokságon 5., míg a német bajnokságban és a WSK bajnokok kupájában a dobogós 3. pozícióban végzett.

### Alacsonyabb Formula-osztályok
2019-ben váltott együléses autókra, a brit Formula–4-bajnokságban a Carlin Motorsporthoz igazolt. 10 futamot nyert és 15 alkalommal állt fel a pódiumra. Jamie Caroline óta ő lett az első, aki egy versenyhétvégén mindhárom futamot győzelemmel zárta az Oulton Parkban. Az szezonzárón 20 pontos előnnyel megszerezte a bajnoki címet a mexikói Sebastián Álvarez előtt. Ezzel ő lett az első barbadosi pilóta, aki bajnokságot nyert Európában és a sorozat történetében az első újonc, aki debütáló évében felért a csúcsra.

### Euroformula Open
2020 januárjában bejelentésre került, hogy meghosszabbítja megállapodását a Carlin alakulatával, de már az Euroformula Open-ben állt rajthoz. 2020. augusztus 9-én az idénynyitó hungaroringi második futamon a dobogós 3. helyen végzett. A francia Paul Ricard fordulóban szintén a második megmérettetésen 2. lett a győztes kínai Dzse Dzsefej mögött, miután az első futamon nem tudott elindulni. A Red Bull Ringen és Spa-ban nem szerzett pontot és a továbbiakban nem tudott dobogóra állni sem, a legjobb eredménye Barcelónából egy 4. pozíció volt. Nyolcadikként zárta a kiírást a pilóták rangsorában, egy ponttal lemaradva csapattársától, az izraeli Ido Cohentől. Ebben az évben még a virtuális eSportban is kipróbálta magát.

### Formula Regionális Európa-bajnokság
2020 decemberében aláírt a francia R-ace GP-hez a 2021-re a Formula Renault Európa-kupával összeolvadt Formula Regionális Európa-bajnokságba. Első dobogójára Imolában került sor, amikor a 3. helyen látta meg a kockás zászlót. 2021. május 23-án az első rajtkockából kezdve győzelemmel zárta a legendás monacói utcai pályás futamot, amivel ő lett az első karibi autóversenyző, aki diadalmaskodni tudott a Hercegség utcáin.

### Formula–3
2021 novemberében a Formula–1 második számú utánpótlás szériájában, az FIA Formula–3 bajnokság 2021-es utószezoni tesztjén a spanyolországi Valenciában a regnáló csapatbajnok Trident istállóval vett részt. A következő év januárjában az olaszok megerősítették, hogy Maloney náluk fog vezetni 2022-ben. Imolában erős teljesítménnyel megszerezte a pole-pozíciót a főfutamra, de ott egy biztonsági autós újraindításnál az élről megcsúszott és kiesett. A hungaroringi második futamon megszerezte első dobogós helyét, másodikként ért célba, míg az első győzelmét a következő fordulóban, Spa-Francorchampsban szerezte meg. Előtte nap a sprinten Oliver Goethével csatázott, majd kisodródott és nagy sebességgel csapódott a falnak, amiben autója felborult, de nem sérült meg. Végül 5 ponttal maradt le a bajnoki címet megszerző, Victor Martinstől. 

### Formula–2
Még a 2022-es évad végén a Trident lehetőséget biztosított neki az FIA Formula–2 bajnokságban a szezonzárón, abu-dzabiban, Calan Williams helyén. A szezon utáni teszteken is részt vett a Carlin színeiben. 
2023 januárjában a Carlin bejelentette leigazolását a 2023-as FIA Formula–2 bajnoki szezonra. Rögtön második versenyén a 18. helyről felzárkózva ért be a 3. pozícióban, megszerezve első dobogóját a kategóriában. Az évben vegyes eredményeket produkált. Monaco és Silverstone között sorozatban 5 alkalommal nem sikerült pontot sem szereznie. Összesen 4 pódium jött össze neki első évében, amivel 10. lett az összetettben, 96 ponttal. 2023 novemberében részt vett a legendás Formula–3-as futamon, a makaói nagydíjon a brit csapattal.
A 2024-es szezonra a Carlint teljesen felvásárolta az új-zélandi Rodin cég, majd a hivatalos nevük is Rodin Motorsport lett. Az idény első két futamát megnyerte Bahreinben, majd Ausztráliában és Imolában is további dobogókat tudott szerezni. Egészen Silverstoneig vagy nem szerzett pontot, vagy alig zárt a legjobb 10 között. A szigetországban újfent dupla dobogót produkált, mindkétszer 2. lett. Az idény utolsó versenyén kihagyta, mivel a 2024–2025-ös Formula–E évadon volt jelenése. Helyét az aktuális F3-as bajnok, Leonardo Fornaroli vette át.

### Formula–E
2023 áprilisában meghívást kapott, hogy vegyen részt a Formula–E világbajnokság újonc tesztjén a német Tempelhof Airport Street Circuit-en az Andretti Autosport csapatával, majd részt vett első edzésén a római ePrix-en. Novemberben bejelentették, hogy a 2023–2024-es szezonban Andretti tartalék- és fejlesztőhajtója lesz. A misanói újonc szabadedzéseken és a berlini újoncteszten is autóba ült. 
2024. szeptember 25-én Maloney bejelentette, hogy kiszáll az FIA Formula–2-ből, hogy a 2024–2025-ös Formula–E-világbajnokságon részt vegyen egy új projekt tagjaként, az ABT Yamaha Lolával, a 2016–2017-es bajnokkal, Lucas di Grassival.

## Eredményei

### Gokart-világbajnokság összefoglaló
| Év   | Csapat                 | Autó   | Kvalifikációs futam | Főfutam |
| ---- | ---------------------- | ------ | ------------------- | ------- |
| 2017 | Ricky Flynn Motorsport | OKJ    | 4.                  | 5.      |
| 2018 | Ricky Flynn Motorsport | KF2 OK | 80.                 | Nk      |

### Karrier összefoglaló
| Szezon  | Bajnokság                           | Csapat             | Verseny           | Győzelem          | Pole              | Leggyorsabb kör   | Dobogós helyezés  | Pont              | Helyezés          |
| ------- | ----------------------------------- | ------------------ | ----------------- | ----------------- | ----------------- | ----------------- | ----------------- | ----------------- | ----------------- |
| 2019    | Brit Formula–4-bajnokság            | Carlin             | 30                | 10                | 6                 | 5                 | 15                | 427               | 1.                |
| 2020    | Euroformula Open                    | Carlin Motorsport  | 17                | 0                 | 0                 | 0                 | 2                 | 113               | 8.                |
| 2021    | Formula Regionális Európa-bajnokság | R-ace GP           | 20                | 1                 | 1                 | 1                 | 7                 | 170               | 4.                |
| 2022    | Formula–3                           | Trident            | 18                | 3                 | 2                 | 3                 | 4                 | 134               | 2.                |
| 2023    | Formula–2                           | Rodin Carlin       | 26                | 0                 | 0                 | 1                 | 4                 | 96                | 10.               |
| 2023    | Makaói nagydíj                      | Rodin Carlin       | 1                 | 0                 | 0                 | 0                 | 0                 | —                 | 8.                |
| 2023    | Formula–1                           | Red Bull           | Tesztversenyző    | Tesztversenyző    | Tesztversenyző    | Tesztversenyző    | Tesztversenyző    | Tesztversenyző    | Tesztversenyző    |
| 2023–24 | Formula–E                           | Andretti Autosport | Tartalékversenyző | Tartalékversenyző | Tartalékversenyző | Tartalékversenyző | Tartalékversenyző | Tartalékversenyző | Tartalékversenyző |
| 2024    | Formula–2                           | Rodin Motorsport   | 26                | 2                 | 1                 | 1                 | 7                 | 140               | 4.                |
| 2024    | Formula–1                           | Kick Sauber        | Tartalékversenyző | Tartalékversenyző | Tartalékversenyző | Tartalékversenyző | Tartalékversenyző | Tartalékversenyző | Tartalékversenyző |
| 2024–25 | Formula–E                           | Lola Yamaha ABT    | 0                 | 0                 | 0                 | 0                 | 0                 | 0*                | HN*               |

* A szezon jelenleg is zajlik.

### Teljes Formula Regionális Európa-bajnokság eredménysorozata
(Táblázat értelmezése)

(Félkövér: pole-pozícióból indult; dőlt: leggyorsabb kört futott) 

| Év   | Csapat   | 1        | 2       | 3       | 4       | 5       | 6       | 7       | 8       | 9        | 10      | 11      | 12    | 13      | 14      | 15      | 16      | 17       | 19       | 19      | 20      | Helyezés | Pont |
| ---- | -------- | -------- | ------- | ------- | ------- | ------- | ------- | ------- | ------- | -------- | ------- | ------- | ----- | ------- | ------- | ------- | ------- | -------- | -------- | ------- | ------- | -------- | ---- |
| 2021 | R-ace GP | IMO 1 Ki | IMO 2 3 | CAT 1 9 | CAT 2 9 | MCO 1 2 | MCO 2 1 | LEC 1 3 | LEC 2 6 | ZAN 1 15 | ZAN 2 8 | SPA 1 3 | SPA 2 | RBR 1 9 | RBR 2 3 | VAL 1 8 | VAL 2 8 | MUG 1 11 | MUG 2 14 | MNZ 1 3 | MNZ 2 7 | 4.       | 170  |

### Teljes FIA Formula–3-as eredménysorozata
(Táblázat értelmezése)

(Félkövér: pole-pozícióból indult; dőlt: leggyorsabb kört futott) 

| Év   | Csapat  | 1         | 2          | 3         | 4          | 5          | 6          | 7         | 8          | 9          | 10        | 11         | 12        | 13         | 14        | 15         | 16        | 17        | 18        | Helyezés | Pont |
| ---- | ------- | --------- | ---------- | --------- | ---------- | ---------- | ---------- | --------- | ---------- | ---------- | --------- | ---------- | --------- | ---------- | --------- | ---------- | --------- | --------- | --------- | -------- | ---- |
| 2022 | Trident | BHR SPR 4 | BHR FEA Ki | IMO SPR 6 | IMO FEA Ki | ESP SPR 21 | ESP FEA 13 | GBR SPR 7 | GBR FEA 11 | AUT SPR Ki | AUT FEA 5 | HUN SPR 10 | HUN FEA 2 | BEL SPR Ki | BEL FEA 1 | NED SPR 17 | NED FEA 1 | ITA SPR 4 | ITA FEA 1 | 2.       | 134  |

### Teljes FIA Formula–2-es eredménysorozata
(Táblázat értelmezése)

(Félkövér: pole-pozícióból indult; dőlt: leggyorsabb kört futott) 

| Év   | Csapat           | 1         | 2         | 3          | 4          | 5          | 6         | 7          | 8          | 9          | 10         | 11         | 12         | 13         | 14         | 15         | 16        | 17         | 18         | 19         | 20        | 21         | 22        | 23         | 24         | 25        | 26          | 27         | 28         | Helyezés | Pont |
| ---- | ---------------- | --------- | --------- | ---------- | ---------- | ---------- | --------- | ---------- | ---------- | ---------- | ---------- | ---------- | ---------- | ---------- | ---------- | ---------- | --------- | ---------- | ---------- | ---------- | --------- | ---------- | --------- | ---------- | ---------- | --------- | ----------- | ---------- | ---------- | -------- | ---- |
| 2022 | Trident          | BHR SPR   | BHR FEA   | KSA SPR    | KSA FEA    | IMO SPR    | IMO FEA   | ESP SPR    | ESP FEA    | MON SPR    | MON FEA    | AZE SPR    | AZE FEA    | GBR SPR    | GBR FEA    | AUT SPR    | AUT FEA   | FRA FEA    | FRA FEA    | HUN SPR    | HUN FEA   | BEL SPR    | BEL FEA   | NED SPR    | NED FEA    | ITA SPR   | ITA FEA     | UAE SPR 15 | UAE FEA 16 | 26.      | 0    |
| 2023 | Carlin           | BHR SPR 9 | BHR FEA 3 | KSA SPR Ki | KSA FEA 17 | AUS SPR 5  | AUS FEA 5 | AZE SPR Ki | AZE FEA 11 | MON SPR 5  | MON FEA 3  | ESP SPR 14 | ESP FEA 16 | AUT SPR 18 | AUT FEA 15 | GBR SPR 10 | GBR FEA 2 | HUN SPR 12 | HUN FEA 16 | BEL SPR 10 | BEL FEA 4 | NED SPR 5^ | NED FEA 2 | ITA SPR 14 | ITA FEA Ki | UAE SPR 9 | UAE FEA 17† |            |            | 10.      | 96   |
| 2024 | Rodin Motorsport | BHR SPR 1 | BHR FEA 1 | KSA SPR 4  | KSA FEA 7  | AUS SPR 10 | AUS FEA 3 | IMO SPR 3  | IMO FEA 11 | MON SPR Ki | MON FEA 10 | ESP SPR 20 | ESP FEA 7  | AUT SPR 17 | AUT FEA Ki | GBR SPR 2  | GBR FEA 2 | HUN SPR 13 | HUN FEA Ki | BEL SPR 4‡ | BEL FEA 6 | ITA SPR 5  | ITA FEA 2 | AZE SPR 10 | AZE FEA 15 | QAT SPR 6 | QAT FEA 9   | UAE SPR    | UAE FEA    | 4.       | 140  |

† A versenyt nem fejezte be, de helyezését értékelték, mert a versenytáv több, mint 90%-át teljesítette.
^ A versenyt kevesebb, mint 2 kör után félbeszakították, így nem osztottak pontokat.
‡ A versenyt félbeszakították, és mivel a versenytáv több, mint 25%-át, de annak kevesebb, mint 50%-át teljesítették, így csökkentett pontszámokat osztottak.

### Teljes Formula–E eredménylistája
(Táblázat értelmezése)

(Félkövér: pole-pozícióból indult; dőlt: leggyorsabb kört futott) 

| Év      | Csapat          | 1      | 2      | 3      | 4      | 5      | 6      | 7      | 8      | 9      | 10  | 11  | 12  | 13  | 14  | 15  | 16  | Helyezés | Pont |
| ------- | --------------- | ------ | ------ | ------ | ------ | ------ | ------ | ------ | ------ | ------ | --- | --- | --- | --- | --- | --- | --- | -------- | ---- |
| 2024–25 | Lola Yamaha ABT | SAP 12 | MEX 15 | JED 16 | JED 18 | MIA 19 | MON 21 | MON 14 | TOK 16 | TOK 14 | SHA | SHA | JAK | BER | BER | LON | LON | 21.*     | 0*   |

* A szezon jelenleg is zajlik.